# Трешбокс.ру
Трешбокс (Trashbox.ru) — российский новостной сайт о высоких технологиях, также являющийся порталом для загрузки программного обеспечения для платформ Android, iOS (iPhone, iPad), Windows Phone, Symbian и других. 
Разрабатывается с 2006 года и построен на собственном движке. Вошёл в топ-10 популярных сайтов Рунета о высоких технологиях в 2021 году, заняв 2 место с 197 миллионами просмотров.

## История
Разработка сайта началась в 2006 году Александром Бобылевым и группой энтузиастов. 13 сентября 2007 года проект был впервые анонсирован на сайте Хабр, а его презентация состоялась в Днепропетровске 27 сентября 2007 года. 
Официально открыт в 2008 году. 
К октябрю 2015 года посещаемость сайта достигла 5 миллионов человек в месяц.
В 2021 году Трешбокс занял 2 место в топе-10 сайтов Рунета о высоких технологиях с 197 миллионами просмотров.
С 2022 года используется в качестве стороннего источника Android-приложений в случае проблем с доступностью приложений в Google Play или недоступностью самого Google Play на территории России.

## Посещаемость
По данным сервиса SpyMetrics, в период с января по апрель 2025 года посещаемость сайта Trashbox.ru сократилась с 13 478 000 до 11 462 000 человек (на -16,17%). За апрель 2025 года было совершено 11 901 366 посещений.